# Toéssin (Mogtédo)
Pour les articles homonymes, voir Toéssin.
Toéssin est une commune rurale située dans le département de Mogtédo de la province du Ganzourgou dans la région du Plateau-Central au Burkina Faso.

## Géographie
Toéssin est situé à environ 5 km à l'ouest du centre de Mogtédo, le chef-lieu du département, et 2 km au sud de la route nationale 4.

## Santé et éducation
Le centre de soins le plus proche de Toéssin est le centre de santé et de promotion sociale (CSPS) de Mogtédo tandis que le centre médical avec antenne chirurgicale (CMA) se trouve à Zorgho.